# Joining You
Joining You is een nummer van de Canadese zangeres Alanis Morissette uit 1999. Het is de tweede single van haar vierde studioalbum Supposed Former Infatuation Junkie.
In "Joining You" richt Morissette zich tot een persoon die het mentaal moeilijk heeft, en probeert ze diegene te helpen om weer lichtpuntjes te zien. Het nummer werd een bescheiden hit in Morissette's thuisland Canada, waar het de 27e positie bereikte. In Nederland was het nummer met een 11e positie in de Tipparade minder succesvol.

## Tracklijst
- CD1

1. "Joining You" (Melancholy mix) - 4:24
2. "Joining You" (albumversie) - 4:24
3. "These Are the Thoughts" (non-album track) - 3:16
4. "Thank U" (BBC/Radio One live) - 4:13

- CD2

1. "Joining You" (albumversie)
2. "Your House" (BBC/Radio One live)
3. "London" (Bridge School Benefit live)